# 西牆由香
西牆由香（11月21日—），是日本的女性聲優，賢Production所屬。2015年5月4日於推特上宣佈與同事務所的配音員代永翼結婚消息。

## 演出作品
※粗體字為主要角色。

### 電視動畫
2006年
- 天保異聞 妖奇士（小僧、男子、女子）
- NANA（女子高中生）
- 砂沙美魔法少女俱樂部（猿田壽彥）

2007年
- 機動戰士高達00（剎那·F·清英〈幼年時代〉、法國議員）
- 羅密歐×茱麗葉（修道女）
- 神靈狩GHOST HOUND（女學生）
- 風之聖痕（久我透）

2008年
- 閃電十一人（風丸一郎太）
- Macross F（女學生）
- 出包王女（大美人姐姐）
- 我家3姊妹（奶奶、女孩子）
- 艾莉森與莉莉亞（瑪吉、一年生）
- 隱之王（學生）

2009年
- 科學超電磁砲（少年）

2011年
- 罪惡王冠（Daath守墓者（佑））
- 侵略！？烏賊娘（黑石翔太）
- 閃電十一人GO（喜峰岬）
- 未來都市NO.6（老鼠〈幼年〉）

2012年
- 閃電十一人GO（風丸一郎太）

2015年
- 見習神仙 秘密的心靈（渡部篤志、芙寧）

2016年
- 莉露莉露妖精～妖精之門～（惠美、安琪薩、キャベツ、小雪、蜜絲緹）

2018年
- 閃電十一人 阿瑞斯的天秤（風丸一郎太）
- 閃電十一人 俄里翁的刻印（風丸一郎太）

### 劇場版動畫
2010年
- 閃電十一人 最強軍團王牙來襲（風丸一郎太）

2011年
- 閃電十一人GO 究極之絆 獅鷲獸（風丸一郎太、木屋功治、笹山瀧[1]）

2014年
- 閃電十一人 超次元夢幻比賽（風丸一郎太）

### 角色歌
- 舞いあがれ！（風丸一郎太）
- 閃電十一人ED7~またね･･･のキセツ（圓堂守、風丸一郎太、鬼道有人、豪炎寺修也、吹雪士郎）
- 閃電十一人劇場版：最強軍團王牙來襲 ED~最強で最高（圓堂守、風丸一郎太、鬼道有人、豪炎寺修也、吹雪士郎）
- 閃電十一人5周年記念「本当にありがとう」D2 ~またね･･･のキセツ

（圓堂守、風丸一郎太、鬼道有人、豪炎寺修也、吹雪士郎、松風天馬、神童拓人、狩屋正樹、真名部陣一郎）

## 外部連結
- （日語）事務所公開簡歷
- （日語）sweet milk（本人網站）
- （日語）のんびり日記。 （页面存档备份，存于）（本人的Blog）
- （日語）西牆由香的X（前Twitter）